# Los Herederos : Les Enfants héritiers

Los Herederos : Les Enfants Héritiers est un film documentaire mexicain, réalisé par Eugenio Polgovsky en 2008. Dénué de tout commentaire, le film propose un regard sur les enfants des campagnes mexicaines forcés à travailler pour subvenir aux besoins de leurs familles.

## Synopsis
Dans les campagnes mexicaines, la pauvreté se transmet le plus souvent par héritage. De génération en génération, les jeunes reproduisent les gestes des anciens dans un même combat pour survivre.

## Fiche technique
- Titre original : Los Herederos
- Réalisation : Eugenio Polgovsky
- Photographie : Eugenio Polgovsky
- Montage : Eugenio Polgovsky
- Son : Eugenio Polgovsky
- Production : Camille Tauss (Tecolote Films, Mexique), Vision Sud Est
- Distribution :  France - Aloest Distribution,  Mexique - Cinépolis,  Suisse - Trigon-Film
- Pays d'origine :  Mexique
- Format : Couleurs - 35 mm - Format HD
- Langue : espagnol, nahuatl, tlapanèque
- Genre : documentaire
- Durée : 90 minutes
- Date de sortie : 
  - Suisse - 24 septembre 2009
  - Mexique - 25 septembre 2009
  - France - 21 septembre 2011

## Vie du film
Los Herederos : Les Enfants Héritiers a été sélectionné dans plus de 70 festivals internationaux de films et primé dans 20 d'entre eux, notamment en Europe et en Amérique :
- Festival de Venise 2008 (Italie),
- Festival de Berlin 2009 (Allemagne),
- Festival de Rotterdam 2009 (Pays-Bas),
- Cinéma du réel 2009 (France),
- Festival international du film de La Rochelle 2011 (France)
- Festival Paris Cinéma 2011 (France)
- XXI Festival Rencontres Cinémas d’Amérique Latine de Toulouse 2009 (France)
- Prix Unicef du Meilleur Film, Festival international du Cinéma Pour Enfants et Jeunes Adultes (Divercine), Uruguay (septembre 2009)
- Meilleur Long Métrage documentaire, Festival international du Cinéma Pour Enfants et Jeunes Adultes (Divercine), Uruguay (2009)
- Prix Amnesty International au Ljubljana International Film Festival 2009 (Slovénie)
- Grand prix du Festival international du nouveau cinéma latino-américain de La Havane 2008 (Cuba)
- Prix Ariel du meilleur documentaire décerné par l'Académie mexicaine des arts et des sciences cinématographiques 2009 (Mexique)

## Réception critique
Les journalistes Bruno Icher et Eric Loret de Libération notent que Los Herederos : Les Enfants héritiers est un « magnifique film qui rassemble en quatre-vingt-dix minutes une journée dans une zone rurale de son pays. Voilà, crûment, sans pathos ni misérabilisme, ce à quoi les dizaines de milliers de candidats à l'immigration clandestine veulent échapper. »
Dans son compte rendu du Festival de la Rochelle 2011, Julia Allouache du webzine Critikat estime que Los Herederos : Les Enfants héritiers est un des deux plus importants films présentés : « Un film, cependant, est parvenu à élever sa voix au-dessus du lot et à s’imposer : Los Herederos : Les Enfants héritiers d’Eugenio Polgovsky (sortie française le 21 septembre 2011). Sans commentaire off, le second long-métrage du cinéaste mexicain est un regard sur les enfants au travail dans le Mexique rural. »
Au moment de sa sortie en salles, de nombreuses critiques parlent du film: 
- Par Julien Welter dans l'Express: « À ce sujet sombre répond l'énergie avec laquelle Eugenio Polgovsky découpe cette tranche de vie, évite le misérabilisme et révèle la condition de ces gens avec pudeur. Émouvant. » [Sortie cinéma du 21 septembre Los herederos - Les enfants héritiers)
- dans le Point: "Film précieux qui mérite d'être découvert."
- dans les Cahiers du Cinéma: "Fort et poignant."
- dans Libération: "Remarquable documentaire"
- Par Clarisse Fabre et Frédéric Saliba dans Le Monde: « Une espèce de poème lyrique qui n'a même pas besoin de recourir à l'indignation pour faire prendre conscience de l'urgence d'une situation. »